# Fransmyran
Fransmyran este o arie protejată (arie specială de conservare — SAC, sit de importanță comunitară — SCI) din Suedia întinsă pe o suprafață de 411,9 ha, integral pe uscat.

## Localizare
Centrul sitului Fransmyran este situat la coordonatele 63°31′07″N 17°04′09″E / 63.5186°N 17.0693°E.

## Înființare
Situl Fransmyran a fost declarat sit de importanță comunitară în aprilie 2004 pentru a proteja un număr necunoscut de specii din flora spontană și fauna sălbatică aflate în arealul zonei. Situl a fost protejat și ca arie specială de conservare în martie 2011.

## Biodiversitate
Situată în ecoregiunea boreală, aria protejată conține 3 habitate naturale: Pajiști aluvionare boreale nordice, Mlaștini împădurite, Turbării Aapa.
La baza desemnării sitului se află un număr nedeclarat de specii protejate.